# Maida Vale (stacja metra)
Maida Vale – stacja metra londyńskiego na trasie Bakerloo Line, położona w rejonie o tej samej nazwie, w dzielnicy City of Westminster.
Podobnie jak kilka innych stacji tej linii, Maida Vaila posiada wykładany z zewnątrz terakotą budynek wejścia. Jego dodatkową atrakcją architektoniczną jest dawne logo metra ułożone na ścianie w formie mozaik. Stacja należy do drugiej strefy biletowej. Rocznie korzysta z niej ok. 3 mln pasażerów.

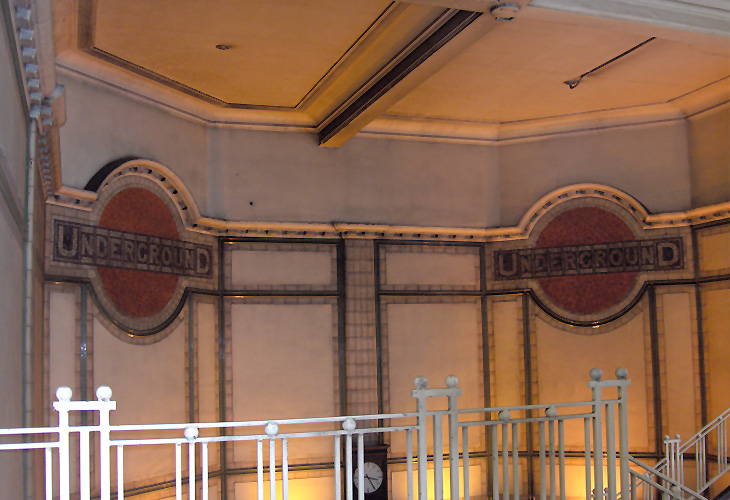
Mozaiki w budynku stacji